# حجاز

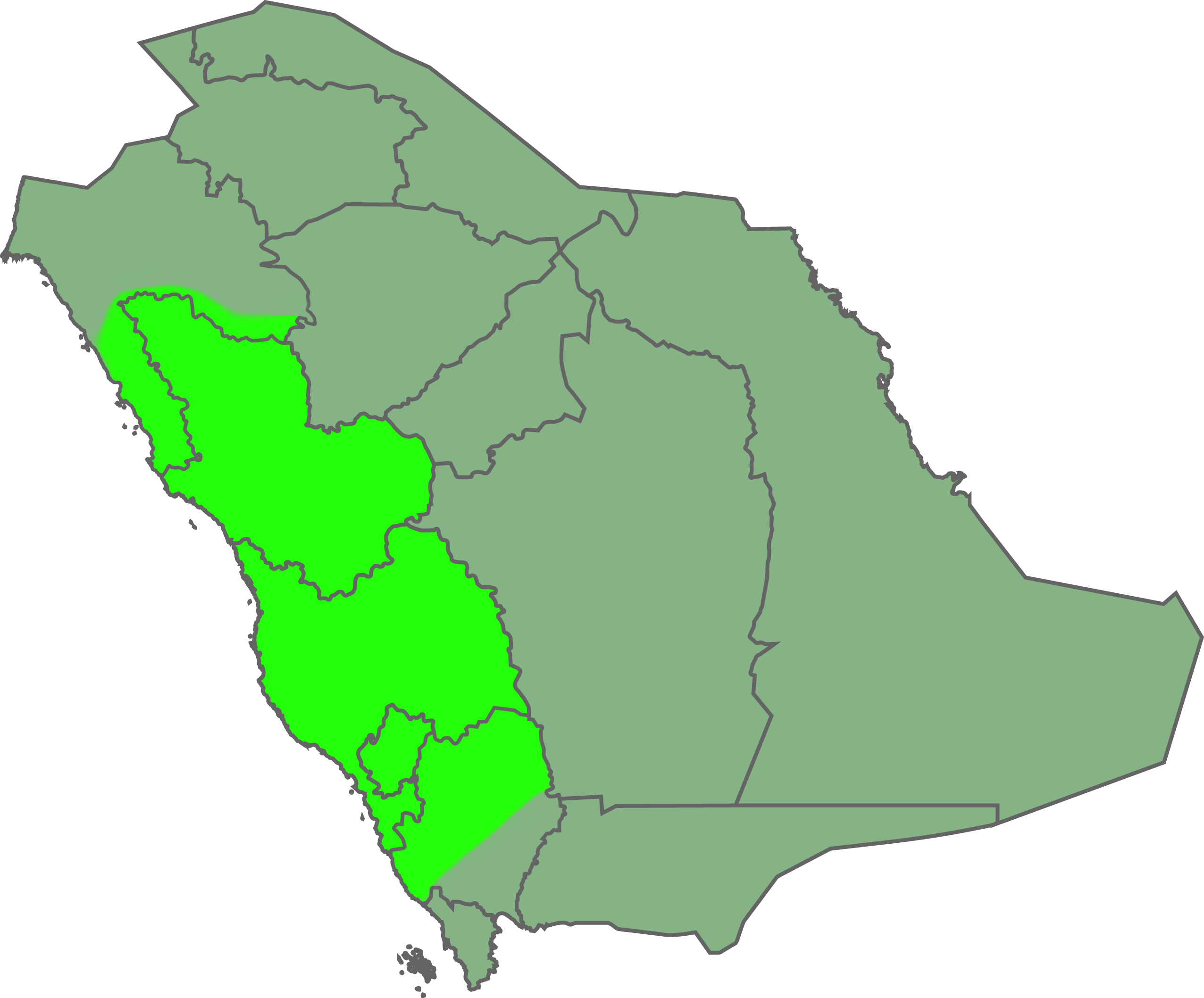
موقعیت حجاز در عربستان سعودی.

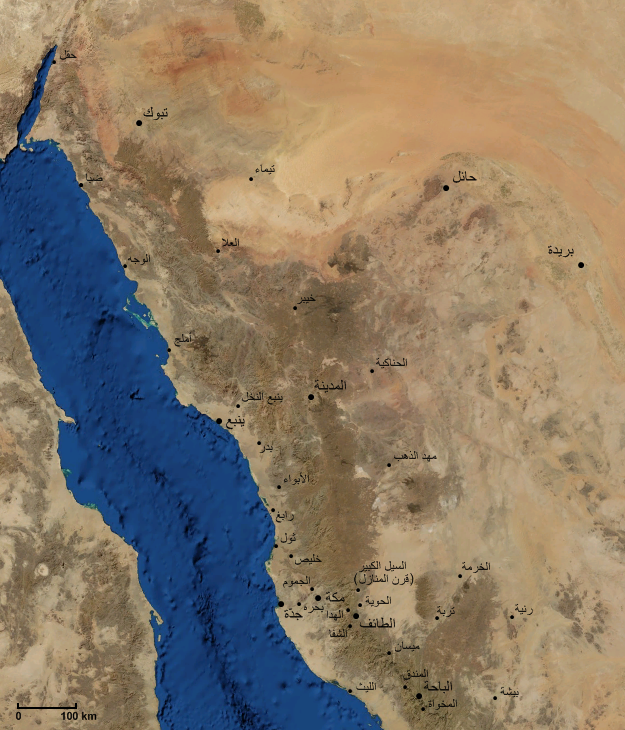
نگارهٔ ماهواره‌ای منطقه حجاز

حِجاز نام تاریخی ناحیه غرب شبه جزیره عربستان است.
این ناحیه، زادگاه اسلام و محل قرار گرفتن کعبه است و شهرهای مهم مذهبی مکه و مدینه و طائف در این ناحیه قرار دارند.
واژه حجاز به معنای «حائل و میانگیر» است و از این رو به آن این نام را داده‌اند که به صورت رشته‌کوه تپه‌مانندی میان دو سرزمین تهامه (غور) و نجد واقع شده‌است که اولی سرزمینی پست در امتداد کناره دریای سرخ و دومی سرزمینی بلند در داخل عربستان است.
ابوالفداء نویسنده تقویم‌البلدان از ابن فقیه همدانی به نقل از مدائنی می‌نویسد: «حجاز را از آن جهت حجاز گویند که حاجز میان نجد و تهامه است.» و همچنین علی بن حسین مسعودی می‌نویسد: «حجاز را حجاز گفتند که حاجز یعنی فاصله میان یمن و شام است.»
سرزمین حجاز همانند دیگر مکان‌های شبه جزیره عربستان بسیار خشک و کم‌آب است، از این رو مناطق زیست‌پذیر دائمی در آن کم بوده‌است. در هنگام ظهور اسلام فقط چند شهر مکه، مدینه، طائف و خیبر از مراکز آباد و مسکونی حجاز به‌شمار می‌آمد، اما اکنون حجاز بخش آباد و پرجمعیت کشور پادشاهی عربستان را تشکیل می‌دهد.
حجاز سرزمین بزرگی است که از سوی شمال به فلسطین، از سوی باختر به دریای سرخ، از جانب جنوب به منطقهٔ عسیر در یمن و از سوی خاور به بیابان‌های نجد و شمر و برالشام محدود می‌شود.
بخشی از شمال سرزمین تهامه که جزئی از حجاز به‌شمار می‌آید بیابانی ریگزار با کوه‌هایی سنگلاخی و خشک و بی‌گیاه است و از این رو بطلمیوس و دیگر جغرافی‌دانان یونان باستان این بخش را «آرابیا پتریا» یعنی عربستان سنگلاخ می‌خواندند.
کوه‌های تهامه حجاز از نیمه شمالی کوهستان سرات (سراة) تشکیل شده و بلندترین نقطه‌اش در مسافت دوازده ساعتی خاور مکه قرار گرفته که «جبل کرا» نام دارد و ارتفاع قله آن از سطح دریا به ۲۰۰۰ متر می‌رسد،  این کوه برخلاف دیگر قسمت‌های کوهستان سرات سرسبز است.
در قديم بخش پرجمعیت‌تر حجاز بخش شمالی آن بود که زادبوم قوم ثمود به‌شمار می‌آمد و در دیگر بخش‌های حجاز نیز مردمان عمالقه و طسم و در جهت مکه قوم جرهم می‌زیستند.

## نگارخانه
